# Ford Sierra
El Ford Sierra es un automóvil del segmento D desarrollado por la firma automovilística norteamericana Ford en Europa y fabricado entre los años 1982 y 1994. 
Su fabricación empezó en 1982 en Genk (Limburg, Bélgica) extendiéndose inmediatamente a Alemania y al Reino Unido. El Sierra se posicionaba por encima del Ford Escort y por debajo del Ford Scorpio, reemplazando al Taunus. Además de ser desarrollado y fabricado en Europa, también se vendió como vehículo de serie en Argentina, Venezuela, Sudáfrica, Nueva Zelanda y Norteamérica (Merkur XR4 Ti, producido por Karmann) 
Cuando salió a la venta se mostró como algo totalmente nuevo y avanzado. Poseía una estética futurista y una mecánica comparable solo con automóviles de alta gama, por ejemplo, gracias a su tracción trasera con suspensión independiente.

## Generaciones
| Fotografía | Versión                          | Desde | Hasta |
| ---------- | -------------------------------- | ----- | ----- |
|            | Ford Sierra (Primera generación) | 1982  | 1986  |
|            | Ford Sierra (Segunda generación) | 1987  | 1989  |
|            | Ford Sierra (Tercera generación) | 1989  | 1994  |

## Motorizaciones
Existen varios motores para gasolina y diésel, que empiezan desde 1.3 L y 60 CV pasando por algunos otros de cuatro cilindros en línea y V6, hasta su mayor motorización que rendía 224 CV y era un motor de 2000 cc, 4 cilindros y turbo Garrett creado por Cosworth. En diésel hubo en principio un motor de origen Peugeot que entregaba 67 CV y poseía 2.3 litros de cilindrada, posteriormente se desarrolló un 1.8 turboalimentado que entregaba 75 CV. También se montaron algunos motores V8 en Sudáfrica. Así mismo, hubo versiones deportivas como los XR4i 2.8 V6 y los XR4i 2.0. El Sierra RS Cosworth salió en 1986, con 205 CV, carrocería de tres puertas, branquias en el capó, asientos Recaro, llantas específicas, aletines y un espectacular alerón trasero. Luego se eliminó esta versión y salieron dos versiones saphire, de 4 puertas, con 205 y 220 CV, con defensas específicas, asientos Recaro, alerón específico y llantas de aleación de mayor diámetro. Hubo una versión 4x4 que traía branquias en el capó y lavafaros.

### Fase I (1982-1987)
| Periodo                        | 1982-1985                                                                 | 1982-1987                                                                 | 1984-1987                                                                 | 1982-1985                                                                 | 1982-1987                                                                 | 1985-1987                                         | 1982-1984                                                                 | 1983-1987              | 1985-1987                  |         |
| Identificación del motor       | Pinto                                                                     | Pinto                                                                     | Pinto                                                                     | Cologne V6                                                                | Pinto                                                                     | Pinto                                             | Cologne V6                                                                | Cologne V6             | Cosworth YB Turbo          |         |
| Tipo de motor                  | L4 8v, carburación                                                        | L4 8v, carburación                                                        | L4 8v, carburación                                                        | V6 12v, carburación de doble cuerpo                                       | L4 8v, carburación                                                        | L4 8v                                             | V6 12v, carburación de doble cuerpo                                       | V6 12v                 | L4 16v, turbo, intercooler |         |
| Diámetro x carrera             | 79.0 mm × 66.0 mm                                                         | 87.7 mm × 66.0 mm                                                         | 86.2 mm × 77.0 mm                                                         | 84.0 mm × 60.1 mm                                                         | 90.8 mm × 77.0 mm                                                         | 90.8 mm × 77.0 mm                                 | 90.0 mm × 60.1 mm                                                         | 93.0 mm × 68.5 mm      | 90.8 mm × 77.0 mm          |         |
| Cilindrada                     | 1294 cm³                                                                  | 1593 cm³                                                                  | 1796 cm³                                                                  | 1999 cm³                                                                  | 1993 cm³                                                                  | 1993 cm³                                          | 2293 cm³                                                                  | 2792 cm³               | 1993 cm³                   |         |
| Potencia máxima: CV (kW) @ rpm | 60 CV (44 kW)                                                             | 75 CV (55 kW) @ 5300                                                      | 90 CV (66 kW) @ 5400                                                      | 90 CV (66 kW) @ 5000                                                      | 105 CV (77 kW) @ 5200                                                     | 115 CV (85 kW) @ 5100-5500                        | 114 CV (84 kW) @ 5300                                                     | 150 CV (110 kW) @ 5700 | 204 CV (150 kW) @ 6000     |         |
| Par máximo: Nm @ rpm           | 98 Nm                                                                     | 108 Nm @ 2900                                                             | 137 Nm @ 3500                                                             | 150 Nm @ 3000                                                             | 157 Nm @ 4000                                                             | 157 Nm @ 4000                                     | 176 Nm @ 3000                                                             | 214 Nm @ 3800          | 275 Nm @ 4500              |         |
| Tracción                       | Trasera                                                                   | Trasera                                                                   | Trasera                                                                   | Trasera                                                                   | Trasera                                                                   | Trasera                                           | Trasera                                                                   | Trasera                | Trasera                    | Trasera |
| Transmisión                    | Manual, 4 velocidades / Manual, 5 velocidades / Automática, 3 velocidades | Manual, 4 velocidades / Manual, 5 velocidades / Automática, 3 velocidades | Manual, 4 velocidades / Manual, 5 velocidades / Automática, 3 velocidades | Manual, 4 velocidades / Manual, 5 velocidades / Automática, 3 velocidades | Manual, 4 velocidades / Manual, 5 velocidades / Automática, 3 velocidades | Manual, 5 velocidades / Automática, 3 velocidades | Manual, 4 velocidades / Manual, 5 velocidades / Automática, 3 velocidades | Manual, 5 velocidades  | Manual, 5 velocidades      |         |
| Aceleración 0–100 km/h         | 18.0 s                                                                    | 14.3 s                                                                    | 11.9 s                                                                    | 12.7 s                                                                    | 10.5 s                                                                    | 10.0 s                                            | 10.5 s                                                                    | 8.4 s                  | 6.8 s                      |         |
| Velocidad máxima               | 152 km/h                                                                  | 165 km/h                                                                  | 178 km/h                                                                  | 171 km/h                                                                  | 185 km/h                                                                  | 190 km/h                                          | 186 km/h                                                                  | 200 km/h               | 240 km/h                   |         |
| Consumo combinado (L/100 km)   | -                                                                         | 10.0                                                                      | 10.5                                                                      | 11.5                                                                      | 11.0                                                                      | 11.0-11.5                                         | 12.0                                                                      | 12.5-14.0              | 14.5                       |         |

| Periodo                        | 1982-1987             |         |         |         |         |         |         |
| Identificación del motor       | PSA XD2               |         |         |         |         |         |         |
| Tipo de motor                  | L4 8v                 |         |         |         |         |         |         |
| Diámetro x carrera             | 94.0 mm × 83.0 mm     |         |         |         |         |         |         |
| Cilindrada                     | 2304 cm³              |         |         |         |         |         |         |
| Potencia máxima: CV (kW) @ rpm | 67 CV (49 kW) @ 4200  |         |         |         |         |         |         |
| Par máximo: Nm @ rpm           | 139 Nm @ 2000         |         |         |         |         |         |         |
| Tracción                       | Trasera               | Trasera | Trasera | Trasera | Trasera | Trasera | Trasera |
| Transmisión                    | Manual, 5 velocidades |         |         |         |         |         |         |
| Aceleración 0–100 km/h         | 19.1 s                |         |         |         |         |         |         |
| Velocidad máxima               | 155 km/h              |         |         |         |         |         |         |
| Consumo combinado (L/100 km)   | 6.5                   |         |         |         |         |         |         |

### Fase II (1987-1993)
| Periodo                        | 1987-1989                                         | 1987-1993                                         | 1987-1990                                                                 | 1987-1989                                         | 1989-1991                                         | 1989-1992                                         | 1987-1988              | 1988-1990              | 1988-1991                  | 1991-1993                  |
| Identificación del motor       | CVH                                               | CVH                                               | OHC                                                                       | OHC                                               | OHC                                               | OHC                                               | Cologne V6             | Cologne V6             | Cosworth YB Turbo          | Cosworth YB Turbo          |
| Tipo de motor                  | L4 8v                                             | L4 8v                                             | L4 8v, carburación                                                        | L4 8v                                             | L4 8v, DOHC                                       | L4 8v, DOHC                                       | V6 12v                 | V6 12v                 | L4 16v, turbo, intercooler | L4 16v, turbo, intercooler |
| Diámetro x carrera             | 79.0 mm × 66.0 mm                                 | 86.2 mm × 77.0 mm                                 | 90.8 mm × 77.0 mm                                                         | 90.8 mm × 77.0 mm                                 | 86.0 mm × 86.0 mm                                 | 86.0 mm × 86.0 mm                                 | 93.0 mm × 68.5 mm      | 93.0 mm × 72.0 mm      | 90.8 mm × 77.0 mm          | 90.8 mm × 77.0 mm          |
| Cilindrada                     | 1597 cm³                                          | 1796 cm³                                          | 1993 cm³                                                                  | 1993 cm³                                          | 1998 cm³                                          | 1998 cm³                                          | 2792 cm³               | 2933 cm³               | 1993 cm³                   | 1993 cm³                   |
| Potencia máxima: CV (kW) @ rpm | 80 CV (59 kW) @ 5500                              | 90 CV (66 kW) @ 5400                              | 105 CV (77 kW) @ 5200                                                     | 115 CV (85 kW) @ 5100-5500                        | 107 CV (79 kW) @ 5500                             | 122 CV (90 kW) @ 5500                             | 150 CV (110 kW) @ 5700 | 145 CV (107 kW) @ 5500 | 204 CV (150 kW) @ 6000     | 220 CV (162 kW) @ 6000     |
| Par máximo: Nm @ rpm           | 121 Nm @ 3500                                     | 137 Nm @ 3500                                     | 154 Nm @ 4000                                                             | 157 Nm @ 4000                                     | 171 Nm @ 2500                                     | 171 Nm @ 2500                                     | 214 Nm @ 3800          | 228 Nm @ 3000          | 270 Nm @ 4500              | 285 Nm @ 3500              |
| Tracción                       | Trasera                                           | Trasera                                           | Trasera                                                                   | Trasera                                           | Trasera                                           | Trasera                                           | Trasera                | Trasera                | Trasera                    | Trasera                    |
| Transmisión                    | Manual, 5 velocidades / Automática, 3 velocidades | Manual, 5 velocidades / Automática, 3 velocidades | Manual, 4 velocidades / Manual, 5 velocidades / Automática, 3 velocidades | Manual, 5 velocidades / Automática, 3 velocidades | Manual, 5 velocidades / Automática, 4 velocidades | Manual, 5 velocidades / Automática, 4 velocidades | Manual, 5 velocidades  | Manual, 5 velocidades  | Manual, 5 velocidades      | Manual, 5 velocidades      |
| Aceleración 0–100 km/h         | 14.3 s                                            | 11.9 s                                            | 10.5 s                                                                    | 9.9 s                                             | 10.5 s                                            | 9.7 s                                             | 8.8 s                  | 8.8 s                  | 6.5 s                      | 6.9 s                      |
| Velocidad máxima               | 165 km/h                                          | 172 km/h                                          | 184 km/h                                                                  | 190 km/h                                          | 186 km/h                                          | 195 km/h                                          | 207 km/h               | 204 km/h               | 242 km/h                   | 240 km/h                   |
| Consumo combinado (L/100 km)   | 8.2                                               | 10.5                                              | 11.0                                                                      | 11.0                                              | 7.6 s                                             | 7.8                                               | 12.5                   | 10.8                   | 14.5                       | 15.0                       |

| Periodo                        | 1990-1993                 | 1987-1990             |         |         |         |         |         |
| Identificación del motor       | Endura-D                  | PSA XD2               |         |         |         |         |         |
| Tipo de motor                  | L4 8v, turbo, intercooler | L4 8v                 |         |         |         |         |         |
| Diámetro x carrera             | 82.5 mm × 82.0 mm         | 94.0 mm × 83.0 mm     |         |         |         |         |         |
| Cilindrada                     | 1753 cm³                  | 2304 cm³              |         |         |         |         |         |
| Potencia máxima: CV (kW) @ rpm | 75 CV (55 kW) @ 4500      | 67 CV (49 kW) @ 4200  |         |         |         |         |         |
| Par máximo: Nm @ rpm           | 152 Nm @ 2200             | 139 Nm @ 2000         |         |         |         |         |         |
| Tracción                       | Trasera                   | Trasera               | Trasera | Trasera | Trasera | Trasera | Trasera |
| Transmisión                    | Manual, 5 velocidades     | Manual, 5 velocidades |         |         |         |         |         |
| Aceleración 0–100 km/h         | 16.5 s                    | 19.1 s                |         |         |         |         |         |
| Velocidad máxima               | 157 km/h                  | 155 km/h              |         |         |         |         |         |
| Consumo combinado (L/100 km)   | 6.3                       | 6.5                   |         |         |         |         |         |

## Estilos de la carrocería
El Sierra se fabricó con carrocerías liftback de tres y cinco puertas (la primera comercializada como "cupé"), berlina de tres cuerpos y cuatro puertas, familiar de cinco puertas y pickup.
La carrocería liftback estaba basada en el prototipo de automóvil Ford Probe III (no confundir con Ford Probe de serie posterior). Este diseño era muy futurista cuando salió a la venta, y más aún comparado con el más conservador Ford Cortina/Taunus al que sustituía. A medida que avanzó la vida comercial del Sierra, la carrocería fue cada vez menos polémica, ya que otros modelos fueron aproximándose estilísticamente a la forma del Sierra. Su coeficiente aerodinámico Cx era de 0,32.

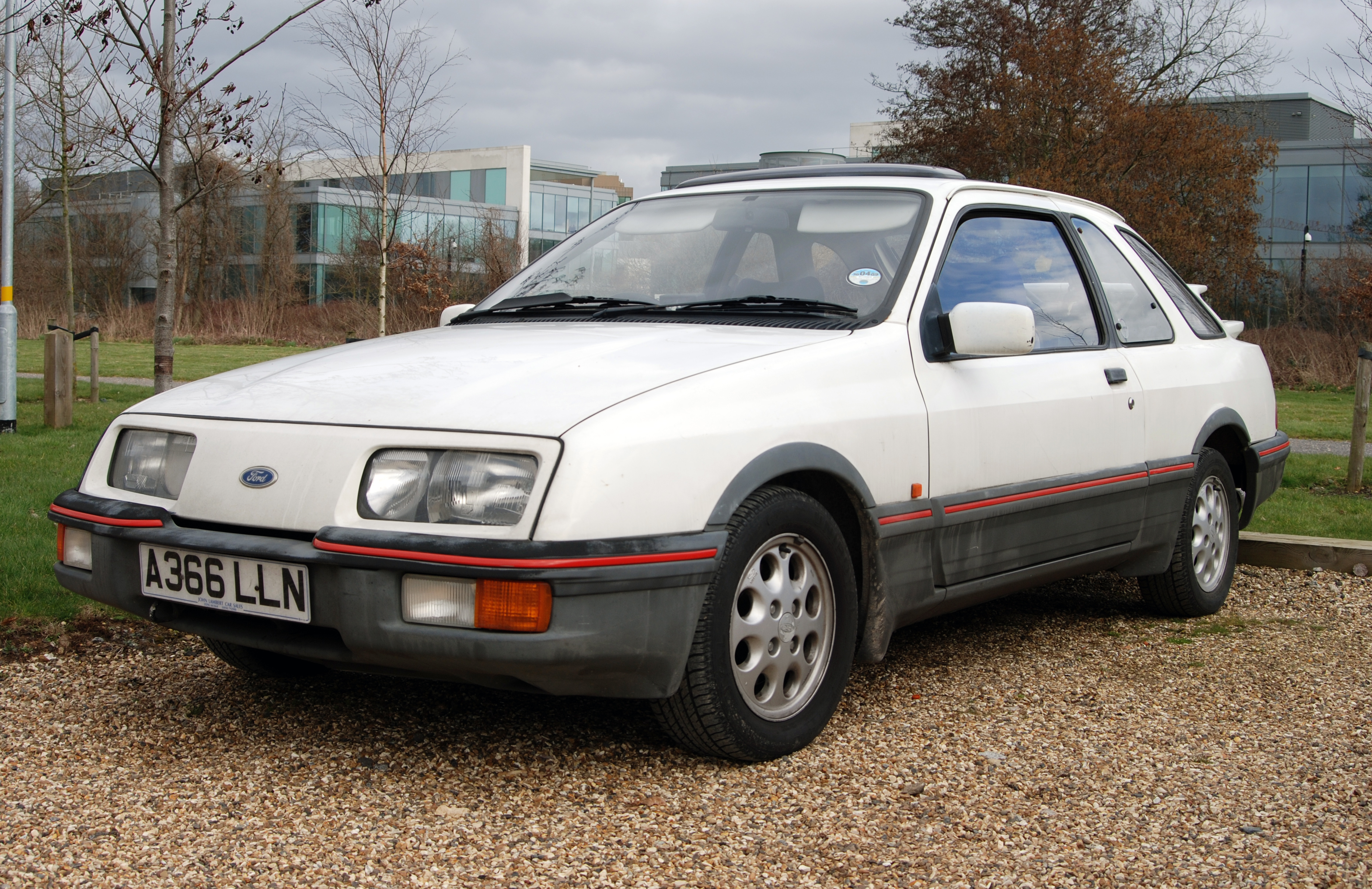
Sierra XR4i (Liftback 3 puertas)
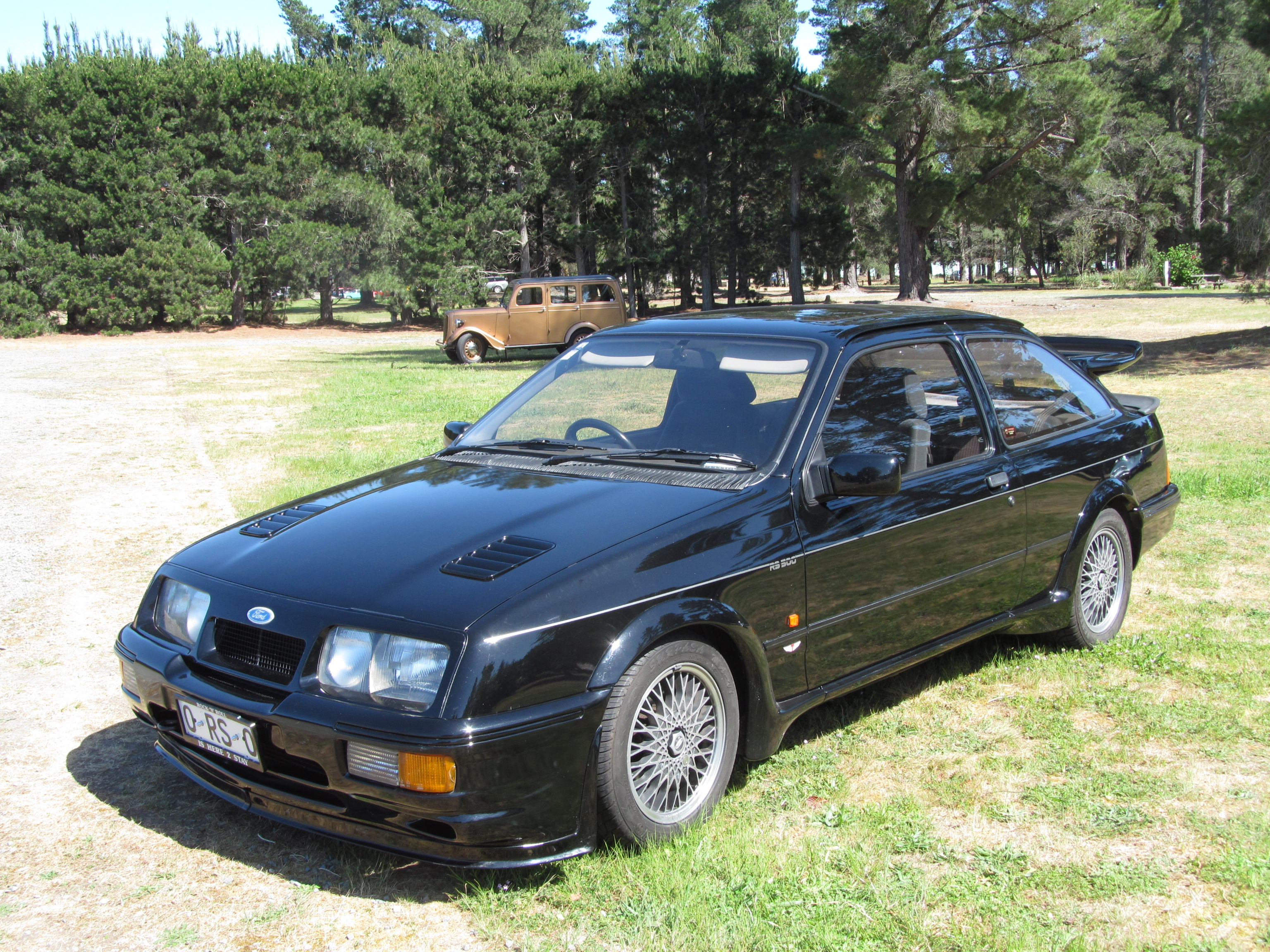
Sierra RS 500 Cosworth (Liftback 3 puertas)
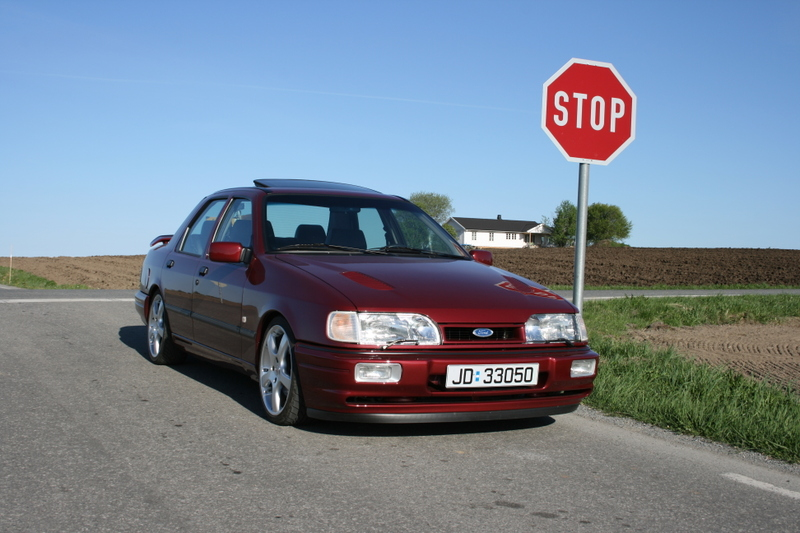
Ford Sierra Cosworth 4x4 MKIII (Liftback 4 puertas)
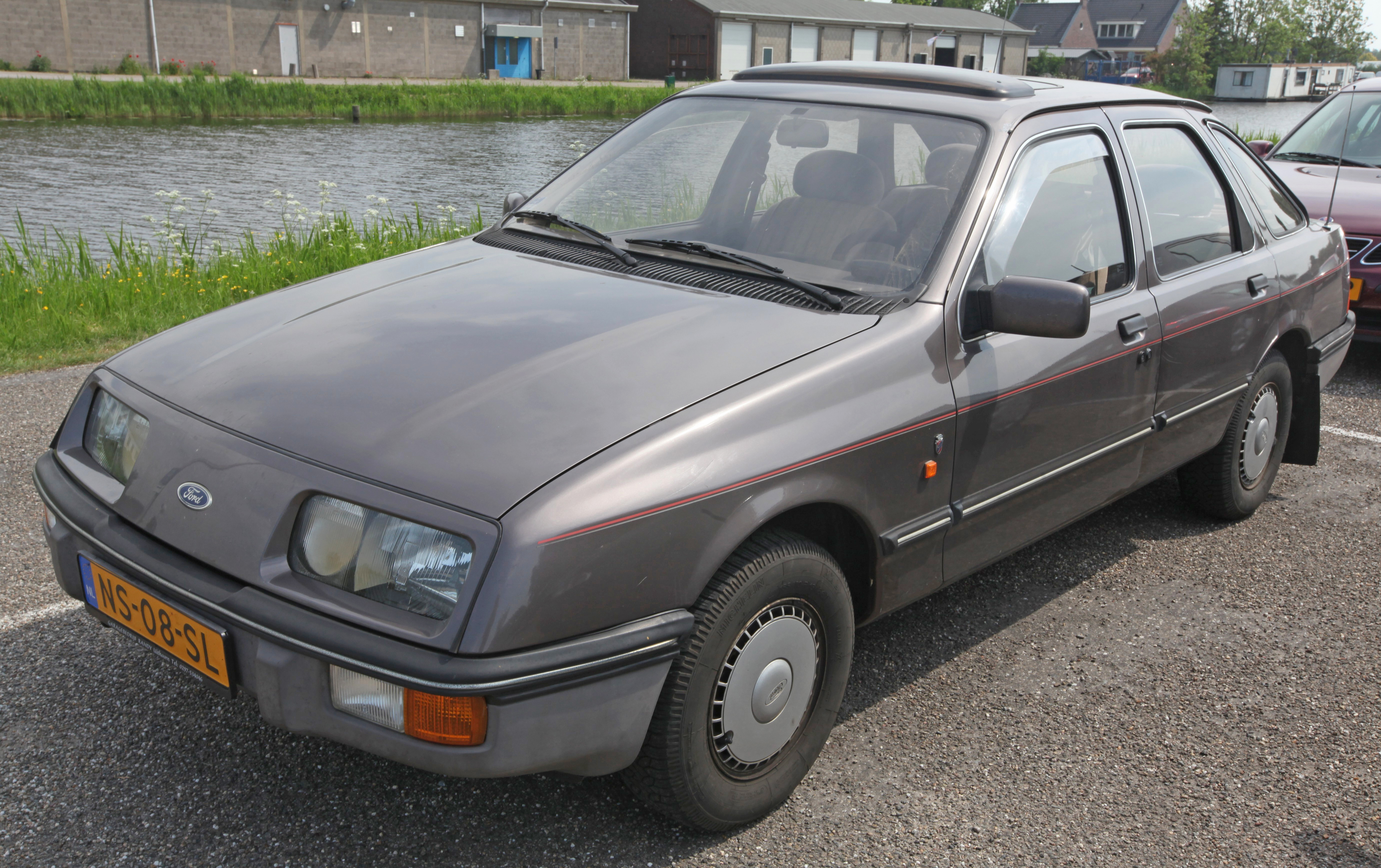
Sierra Ghia (Liftback 5 puertas)
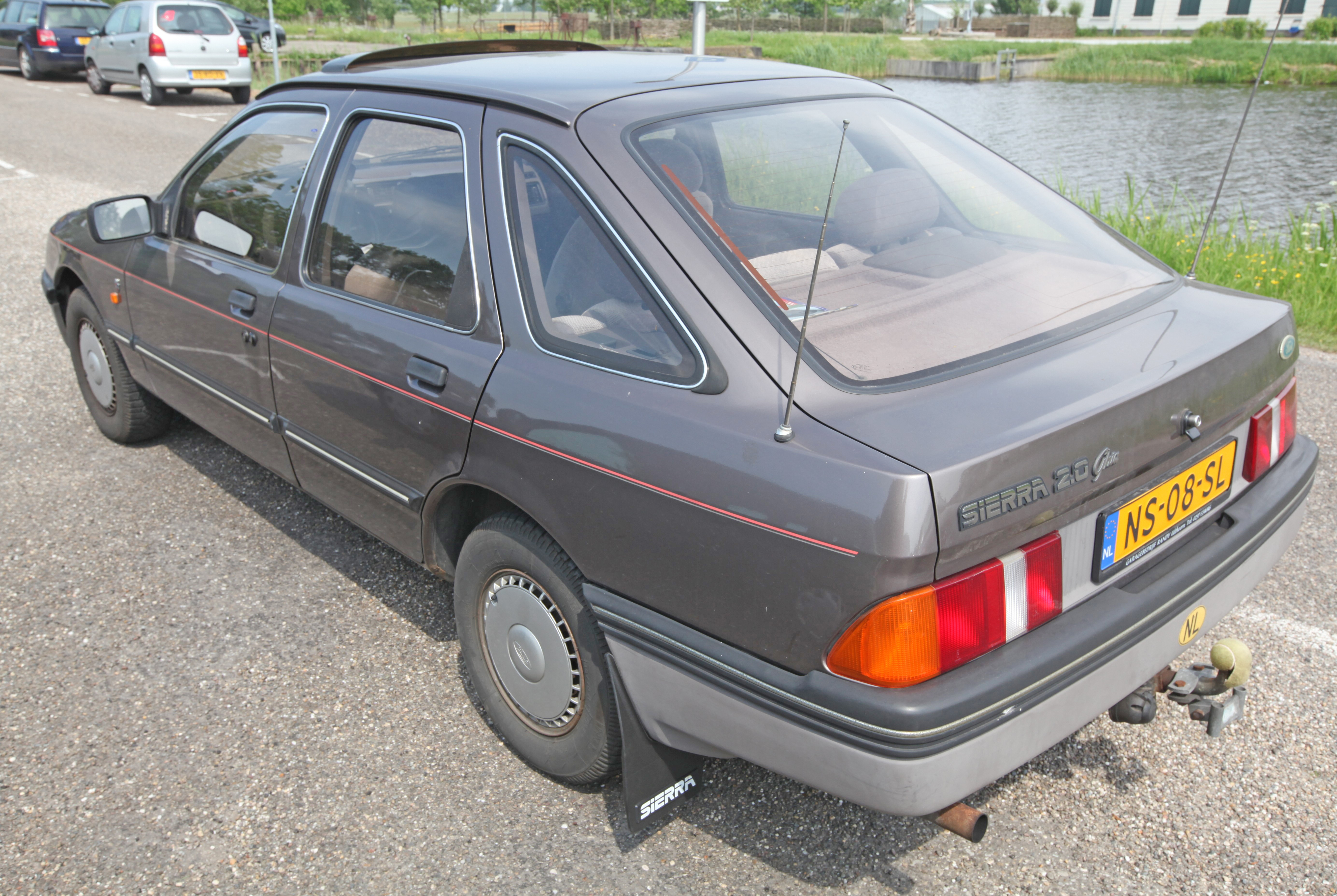
Sierra Ghia (Liftback 5 puertas)
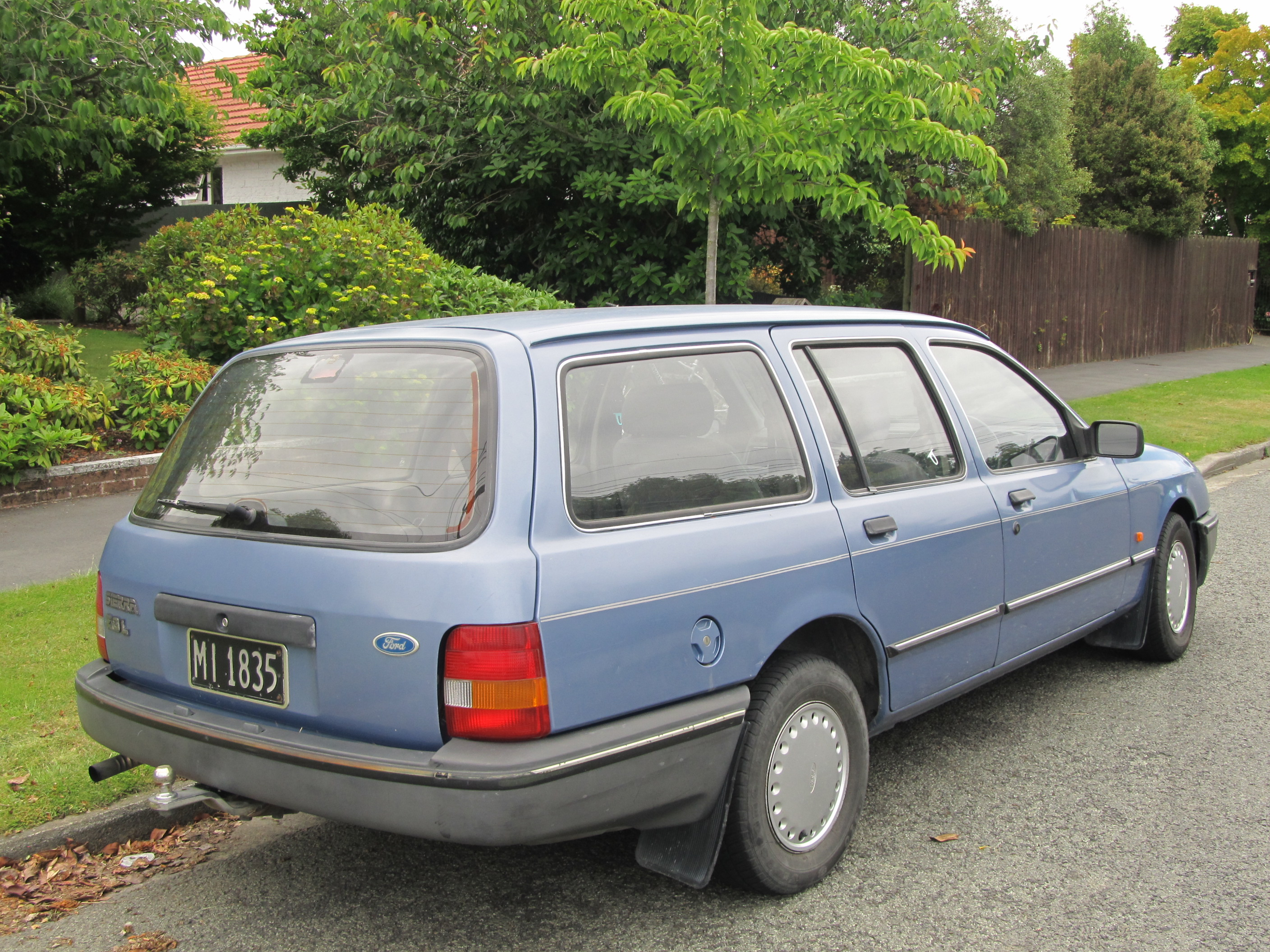
Sierra Ghia (Familiar/Rural)
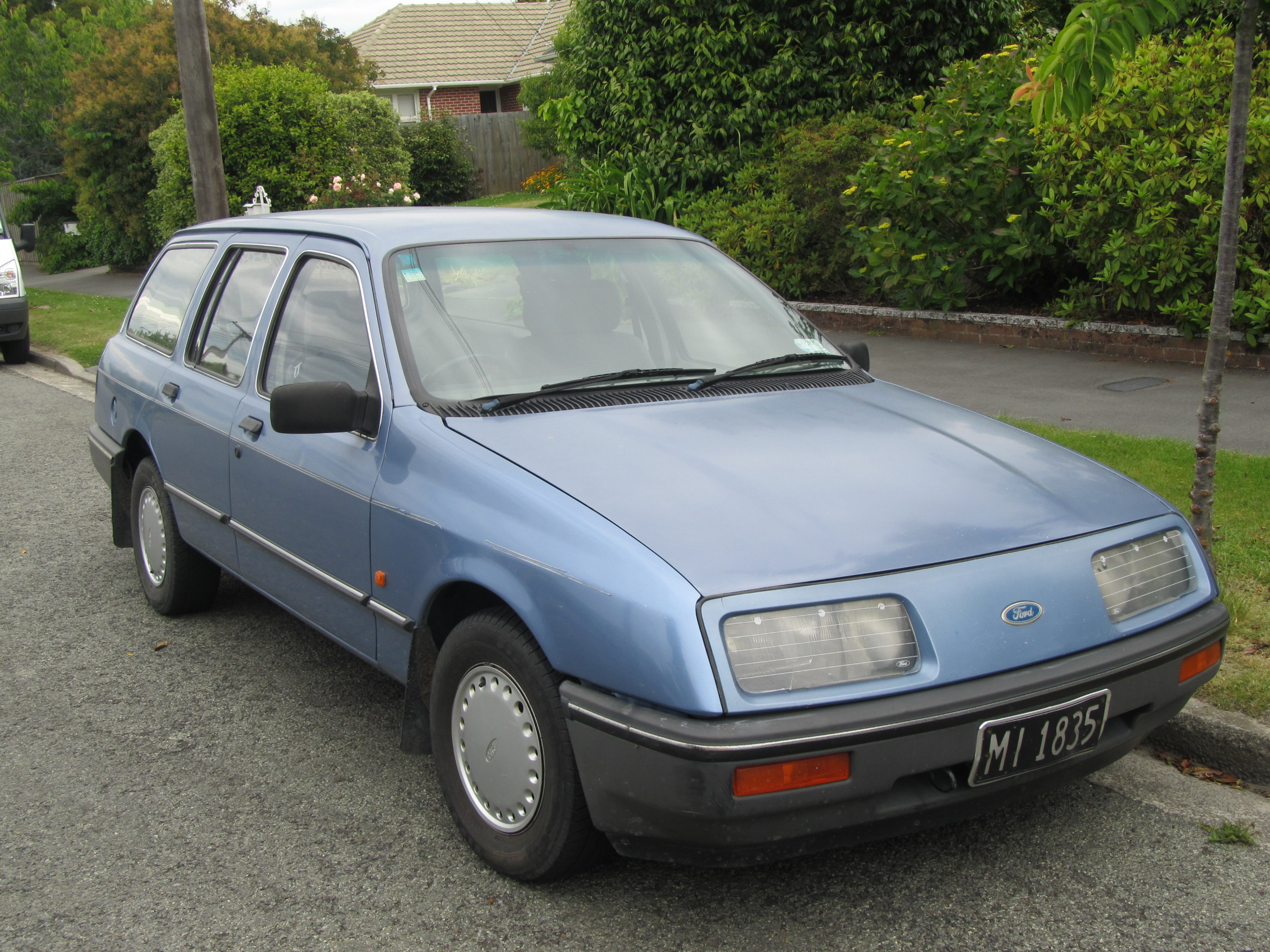
Sierra Ghia (Familiar/Rural)

## El Ford Sierra en América del Sur
En América del Sur, el Sierra fue producido en Argentina y Venezuela. 

### Argentina
Con una inversión de 80 millones de dólares, la Argentina es el primer país en contar con la gama Sierra fuera del continente europeo, y la llegada de un diseño de avanzada (1984), a tan solo 22 meses de lanzado en Europa, representó un cambio notable en cuanto al diseño y filosofía de automóviles, en especial para la gama que ofrecía la Ford Motor Argentina (el Falcon y el Taunus).
Argentina fue el primer país fuera de Europa en producir el Sierra. Estuvo disponible en versión hatchback de tres (XR4) o cinco puertas o su versión familiar (llamada Sierra Rural) y todos poseían algunos pocos cambios en su diseño. La serie siguió con leves cambios y lavados de cara hasta julio de septiembre de 1993. El Sierra fue remplazado por el Ford Mondeo unos meses después, aunque antes que este se lanzara en el país, estuvo el Ford Galaxy, el cual estaba basado en el Volkswagen Santana. 
Esto se debió a una crisis económica de Ford Brasil y otra de Volkswagen Argentina, las crisis llevaron a estas firmas automovilísticas a realizar a finales de 1987 una fusión en ambos países denominado Autolatina y junto con la creación del Mercado común del cono sur o Mercosur se decidió poner fecha de cierre a la producción del Sierra entre 1993 y 1994 ya que de ahora en más, estando al mando de Autolatina, se empezarían a fabricar automóviles entre las dos industrias automovilísticas para comercializarlos entre ambos países la idea de Ford Argentina era seguir fabricando el Sierra con sus nuevas generaciones, pero las decisiones mayores las tenía Brasil, y el Sierra quedaba fuera del plan ya que en este país no pudo ser lanzado a tiempo en la década de 1980 por problemas económicos, dejándolo así sin exportaciones e inversiones en su rediseño y motorizaciones como en Europa.
Las versiones argentinas poseían en su totalidad motores de gasolina. Estos motores eran de 1.6 L para versiones GL y L (modelos básicos), motores 2.3 L para las versiones Rural, Ghia LX, y los motores 2.3 SP para Ghia SX, Ghia S y coupé XR4. Hubo una versión llamada GXL que consistía en motor 2.3 y equipamiento un poco menor a la versión más equipada . En 1991, el concesionario Erosa y Angió, de Buenos Aires, desarrolló un prototipo de coupé XR4 con el mismo motor 2.3 litros de cilindrada e inyección, pero con dieciséis válvulas y 155 CV de potencia máxima que se denominó "Óptima". Su velocidad máxima era de 205 km/h, aceleraba de 0 a 100 km/h en 9,2 s tenía frenos de disco en las cuatro ruedas, llantas del Sierra cosworth europeo, techo eléctrico, espejos eléctricos y como opcional frenos ABS. Las cajas de eran de cinco velocidades y una automática de tres.

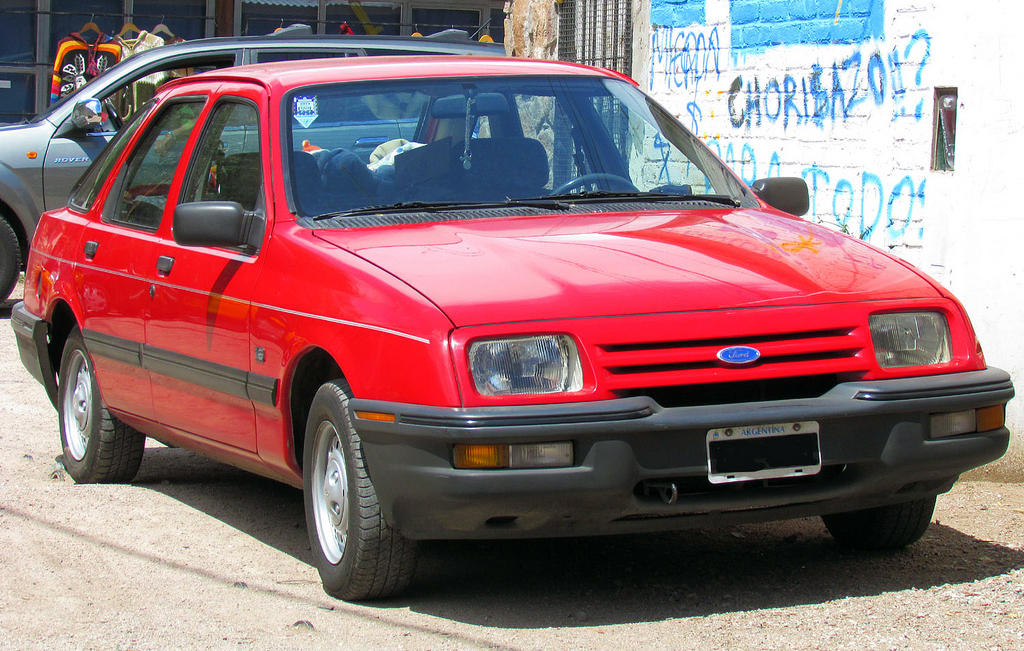
Ford Sierra 1.6 GL 1987, versión de entrada de gama
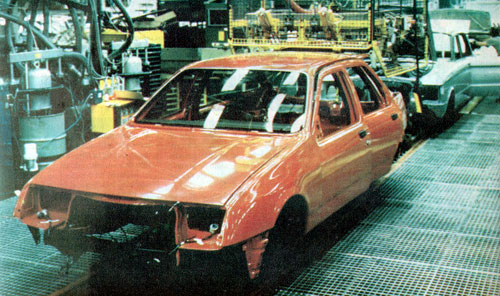
Ford Sierra en la línea de producción de Pacheco Argentina
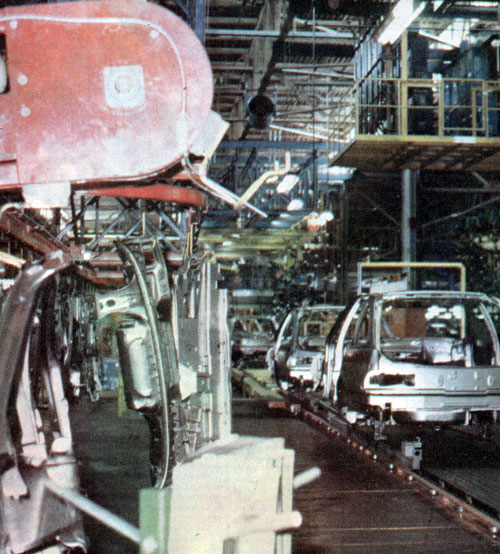
Línea de producción de Pacheco

### Venezuela
El modelo originalmente europeo post-1987 fue ensamblado en Venezuela en la planta de Ford ubicada en la ciudad de Valencia. Algunas unidades con carrocería berlina de cuatro puertas y un pequeño grupo de cupés V6 se importaron en muy pocos números desde Europa.
Hasta 1993 se ensamblaron Sierra importando piezas de Europa, siendo algunos de estos modelos los 280 en versiones ES, LS, GT y XR4I. En 1988 salieron las versiones 280 GT LS ES y el GT pero con el frontal renovado del Sierra 300, que también se produjo en el tipo sedan en las versiones CS y CSI desde el año 1988 hasta el 1991, donde cambio al acabado Sapphire, recibiendo mejoras como frenos de disco en las 4 ruedas y un tablero renovado. El Sapphire se vendió durante tres años consecutivos, desde 1991 hasta 1993 saliendo ese último año como Sapphire RS, concluyendo su producción. Todos ellos, diseñados como berlinas familiares, llevaban un motor Cologne 170 4 ci-V6 a gasolina en 2 versiones (carburado o con inyección mecánica), trasmisión automática de 4 velocidades y manual de 5 velocidades. En Venezuela se comercializó junto con los modelos Ford Escort y Ford Orion. Este automóvil tenía como opcionales: ABS, elevalunas eléctricos, techo eléctrico, espejos eléctricos, asientos calefactados, etc.
Fue un coche con un equipamiento de serie muy completo, a diferencia de sús rivales alemanes, japoneses, franceses y suecos.

## En Norteamérica

### Estados Unidos
En los EE. UU. el Ford Sierra y el Ford Scorpio se ofrecieron en la desaparecida marca Merkur. El Sierra fue importado únicamente en versión de tres puertas, llamada XR4Ti (similar a la sub-modelo de las denominaciones en otros mercados). El nombre Sierra no fue utilizado por Ford en los EE. UU., ya que en el mercado ya estaba el Oldsmobile Ciera, y el nombre Sierra se utilizó en una camioneta de la marca de General Motors Corporation en la década de 1970 como un nivel de equipamiento en sus camionetas, y habría interferido en las ventas de un vehículo de tamaño similar de fabricación estadounidense, el Ford Taurus.
El coche fue ofrecido desde el inicio de la marca Merkur en 1985 hasta 1989. Se equipó con un motor de 2,3 L SOHC de 4 cilindros en línea (comúnmente conocido como "Lima" motor) equipado con un turbocompresor Garrett T3 e inyección de combustible.

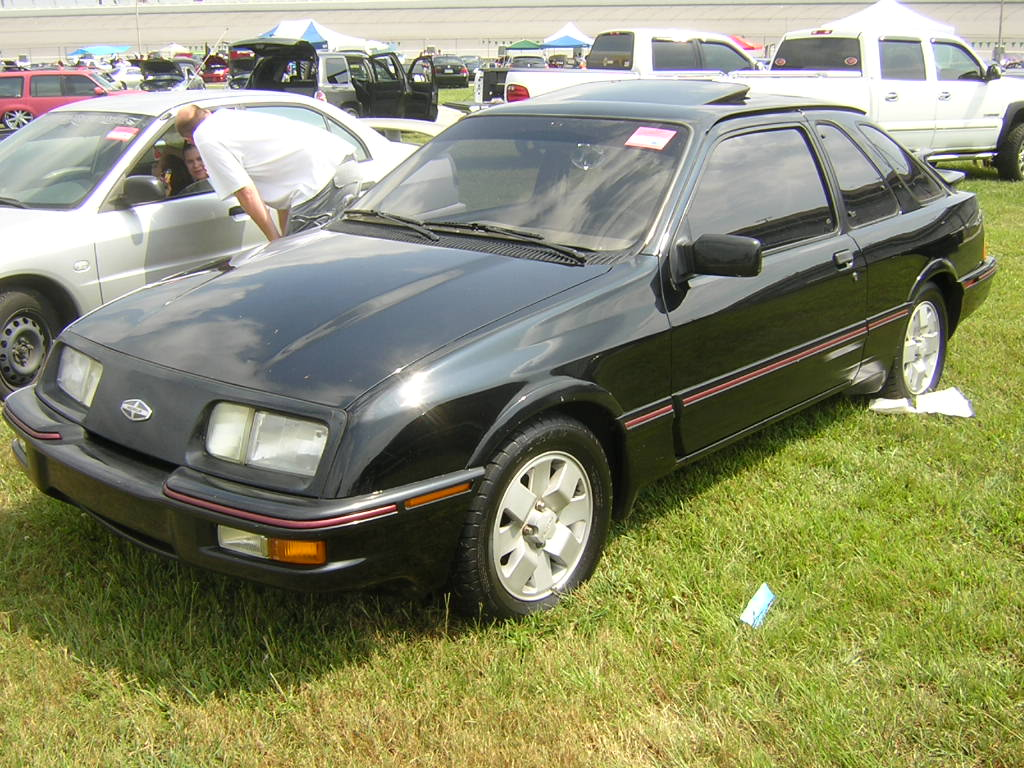
Merkur XR4Ti
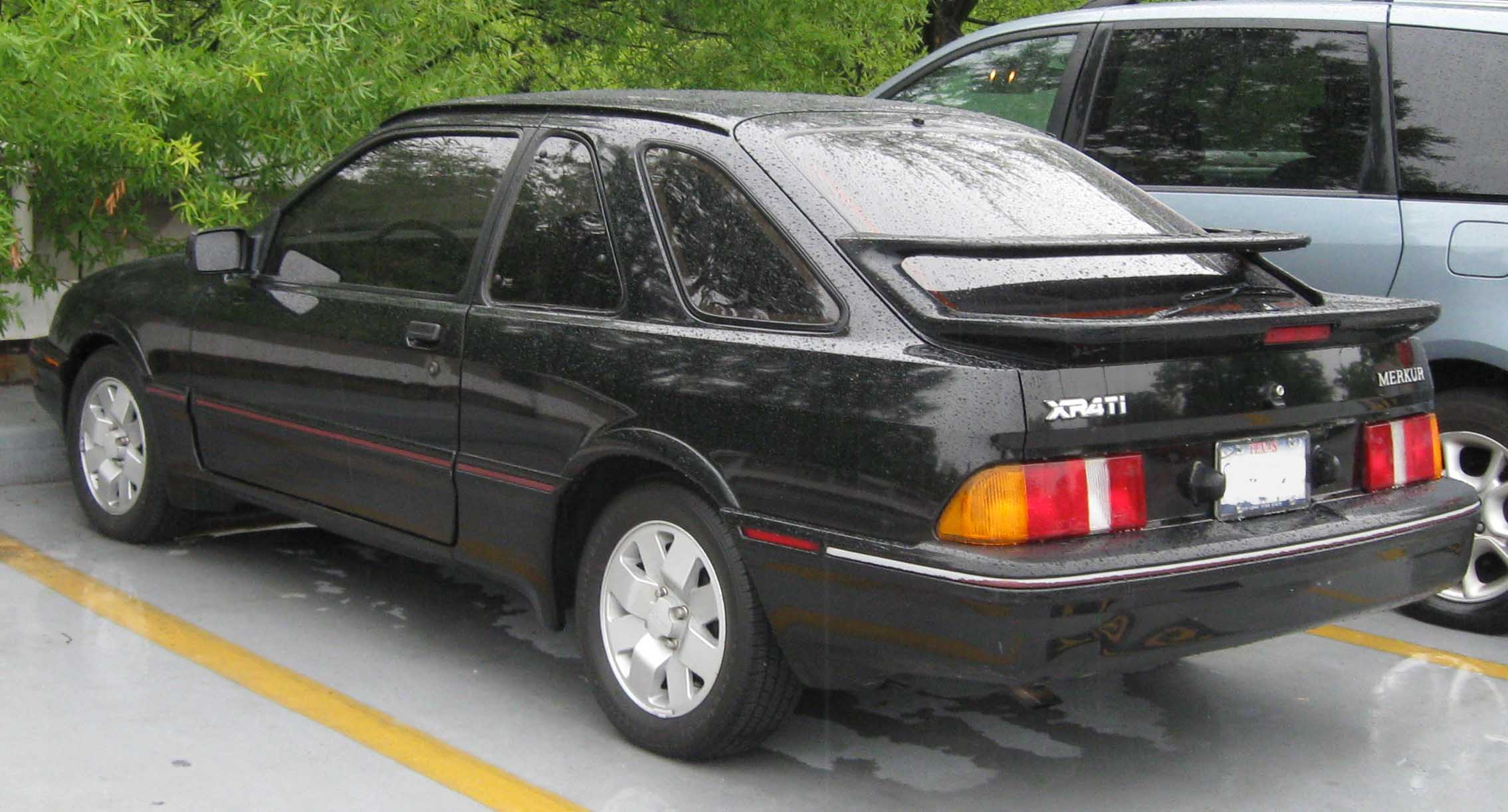
Merkur XR4Ti
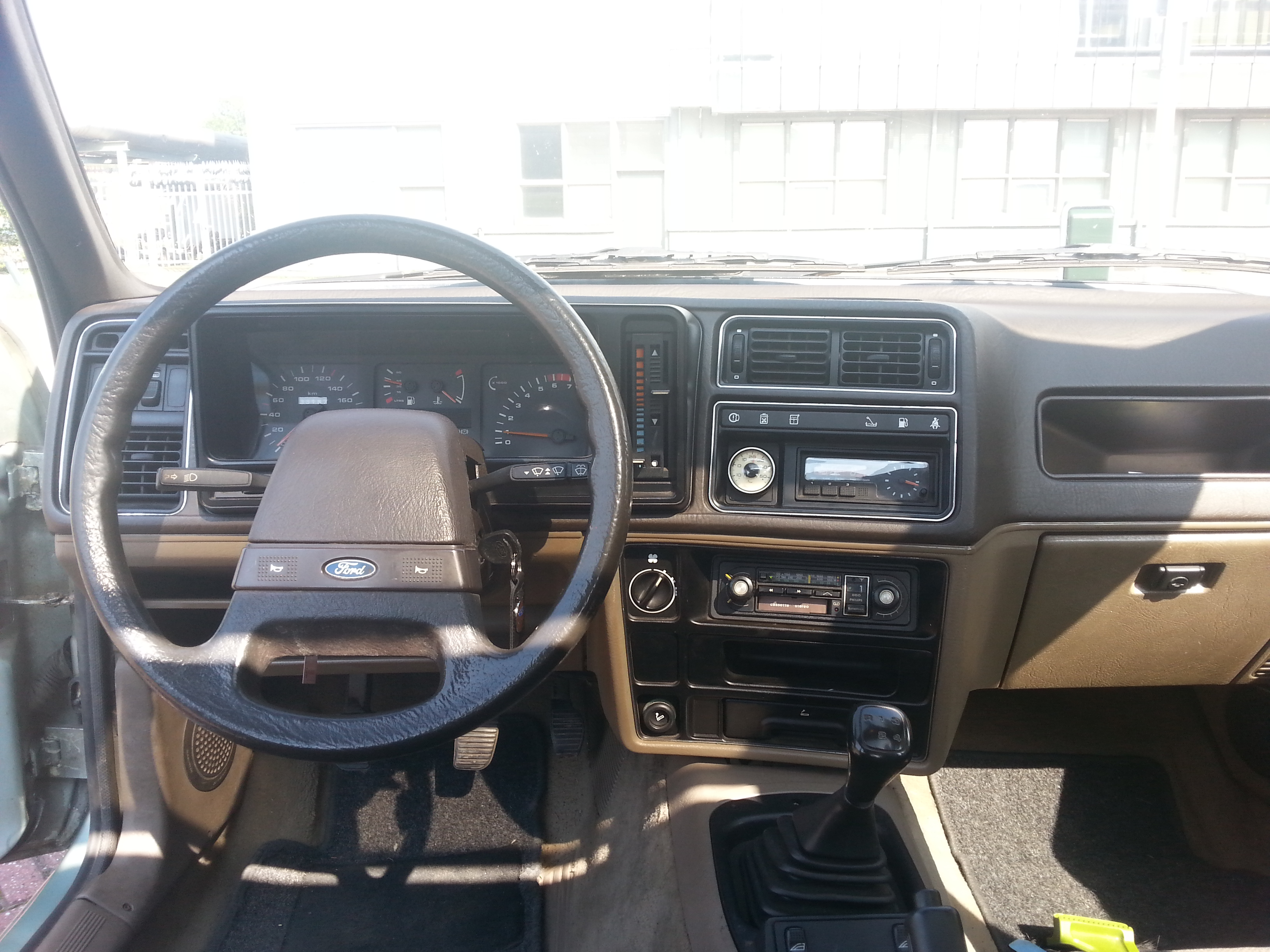
Versión GL Interior
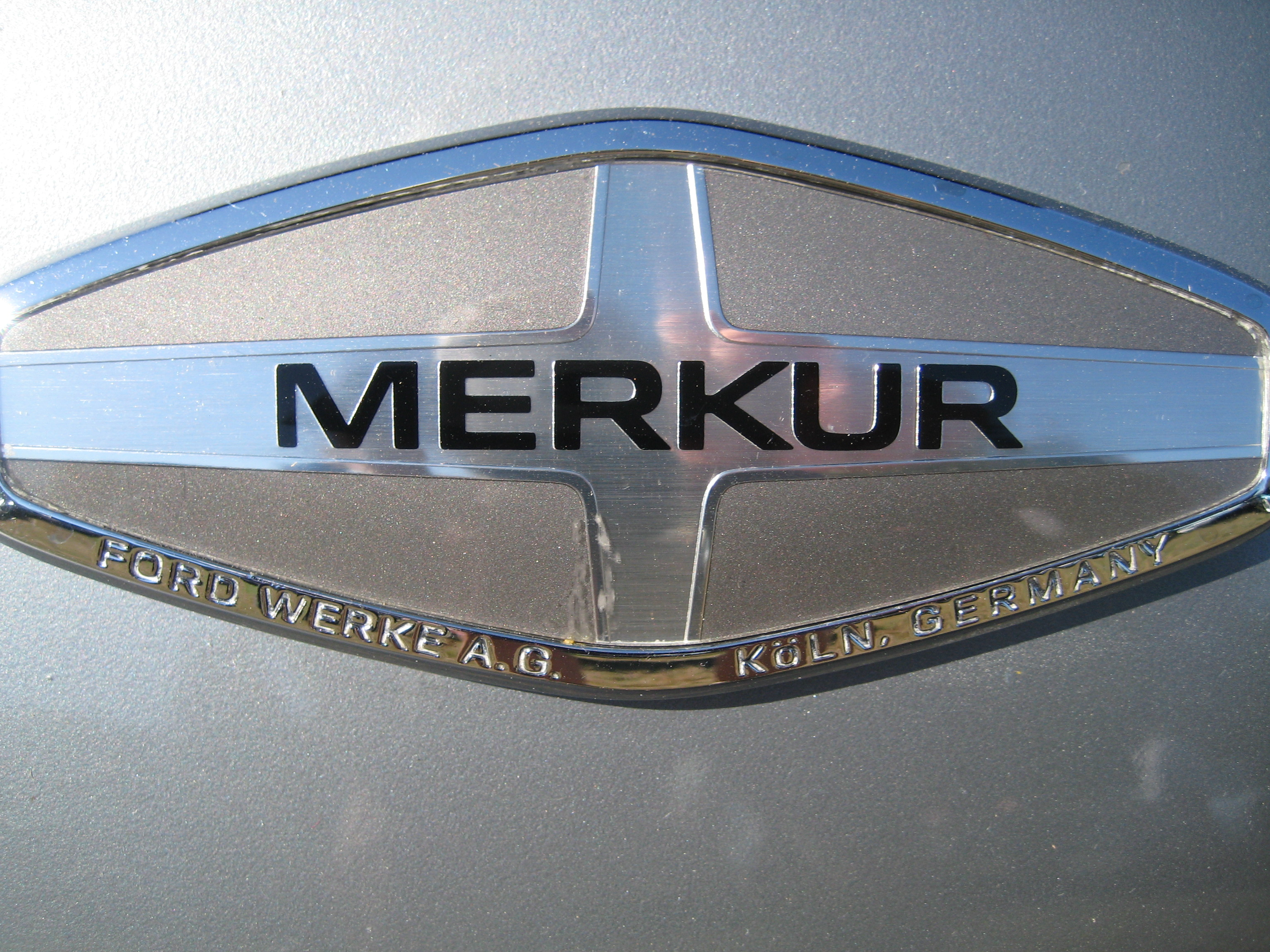
Merkur Logo XR4Ti

### Modelos fuera de Europa
- 280 ES, LS, GT[5][1]
- XR4i
- XR4
- Merkur XR4Ti (EE. UU.)
- XR6i
- XR8 (Sudáfrica)
- 300 CS, CSi

### Motorizaciones y versiones en Europa (1982-1993)
Gasolina:
- 1.3 L4 OHC (60 CV)
- 1.6 L4 OHC (75 CV)
- 1.8 L4 OHC (90 CV)
- 2.0 L4 DOHC (109 CV)
- 2.0i L4 SOHC (115 CV)
- 2.0i L4 DOHC (125 CV)
- 2.3 V6 OHV (114 CV)
- 2.8i V6 OHV (150 CV)
- 2.9i V6 OHV (145 CV)
- 5.0 V8 OHV (205 CV)/ XR8
- 2.0 L4 DOHC 16v (204CV)/ RS/Sierra/Sapphire Cosworth 2WD
- 2.0 L4 DOHC 16v (224 CV)/ RS 500 Cosworth
- 2.0 L4 DOHC 16v (220 CV)/ Sierra/Sapphire Cosworth 4x4

(1990-1993)
- 1.6 L4 CVH (80 CV)
- 1.8 L4 CVH (90 CV)
- 2.0i EFI L4 DOHC Catalizado (120 CV)
- 2.0i EFI L4 DOHC (123 CV)
  - XR4i
  - XR4x4
- 2.9i V6 OHV (145 CV)
  - XR4x4 V6
- 2.0 L4 DOHC 16v Turbo (224 CV)
  - RS Cosworth 4x4
  - RS Cosworth 4x4, versión Executive
  - Rouse Sport 4x4, versión Exclusive

Diésel:
(1986-1989)
- 2.3 L4 OHV Diésel (67 CV)

(1990-1993)
- 1.8 L4 SOHC Turbodiésel (75 CV)